# Micaria chrysis
Micaria chrysis är en spindelart som först beskrevs av Simon 1910.  Micaria chrysis ingår i släktet Micaria och familjen plattbuksspindlar.
Artens utbredningsområde är Namibia. Inga underarter finns listade i Catalogue of Life.